# Saint-Pierre-le-Vieux (Straßburg)

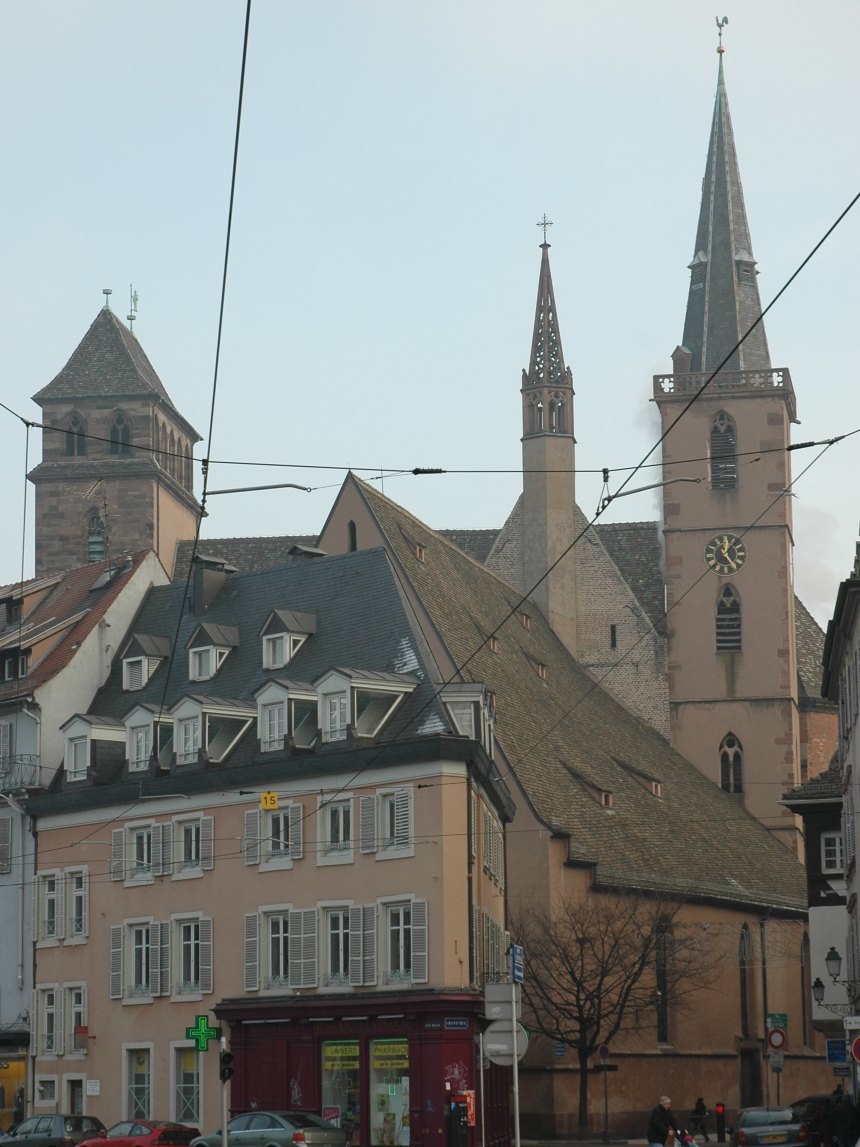
Gesamtansicht

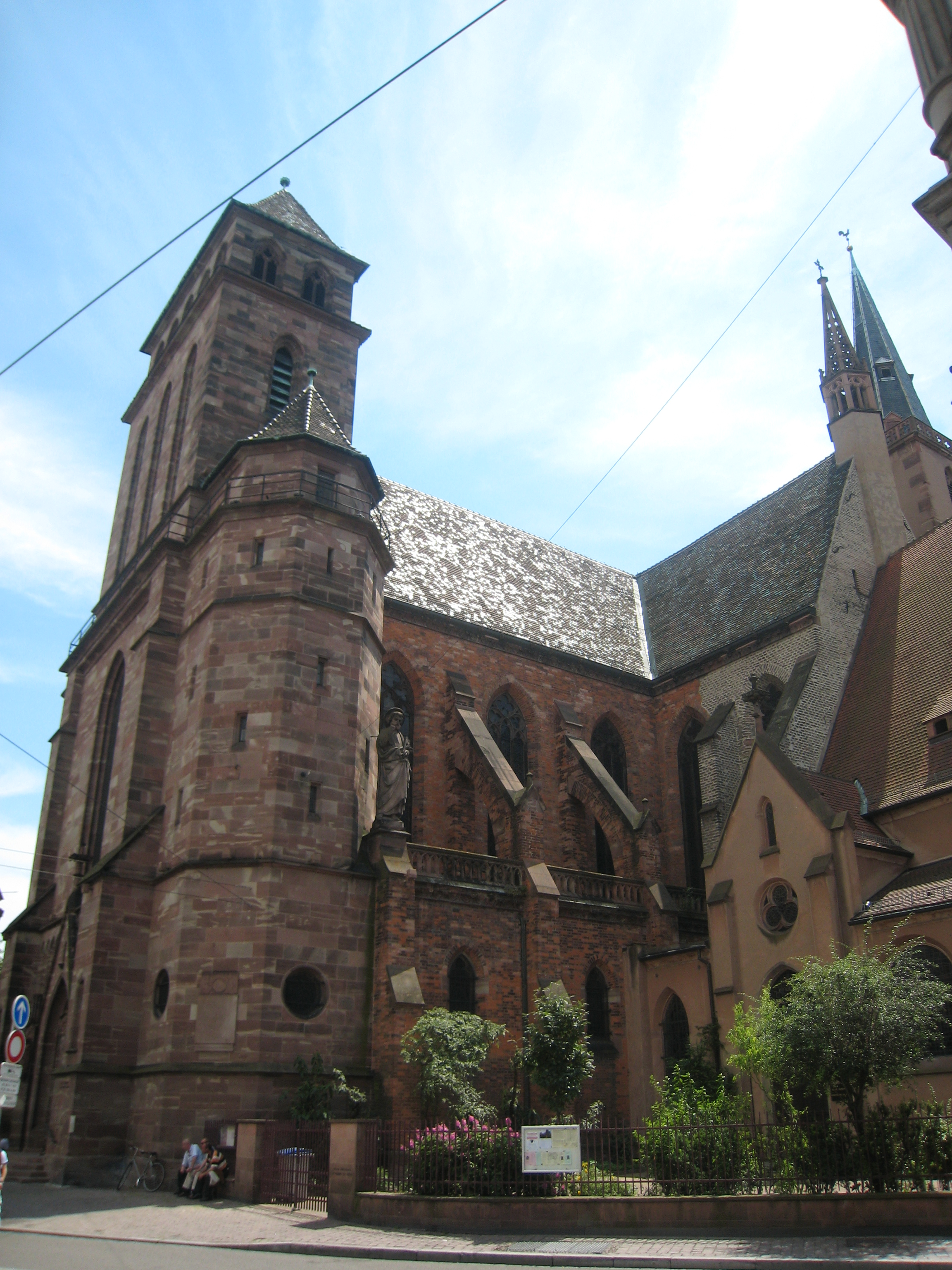
Ansicht katholischer Teil

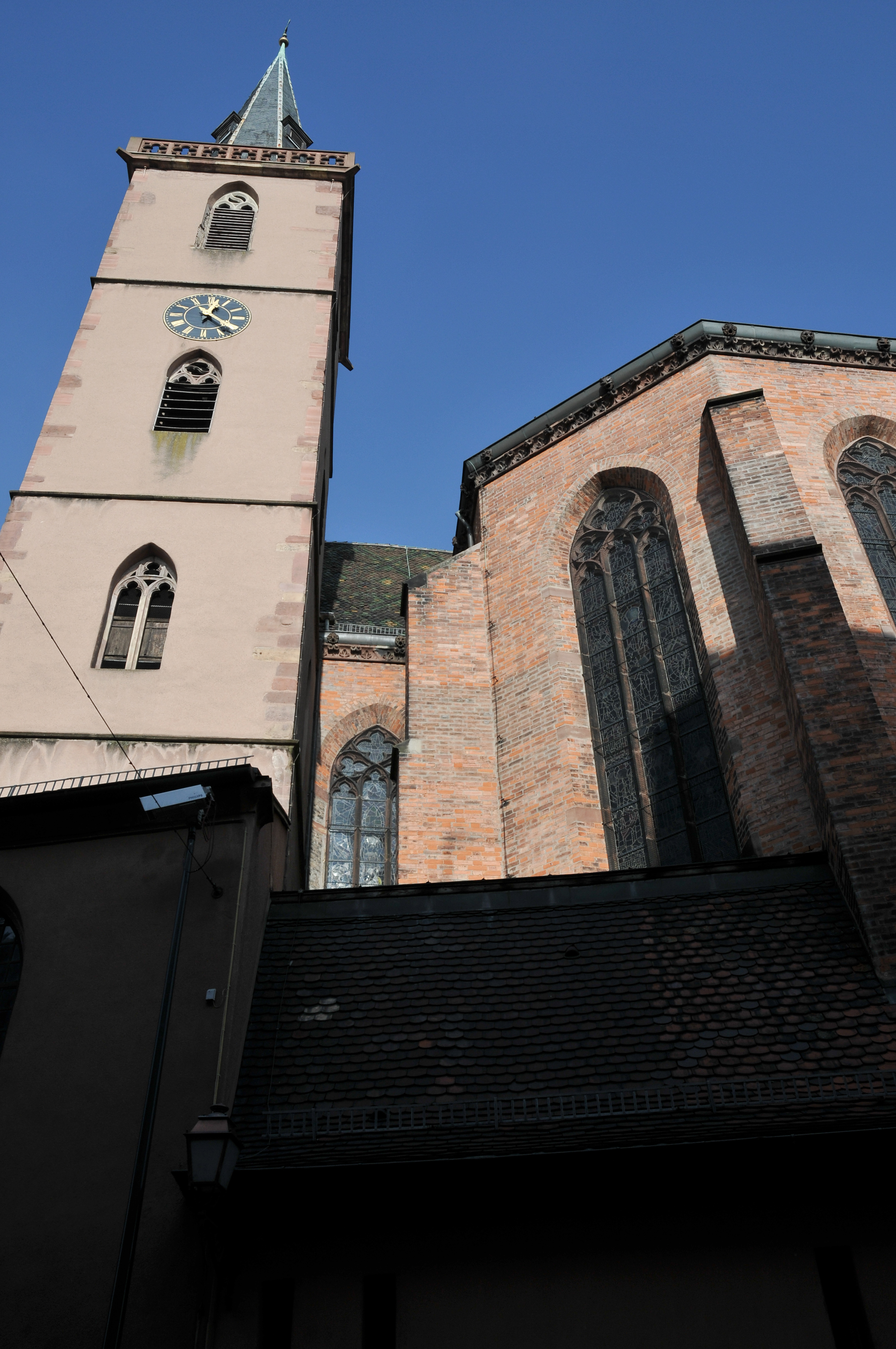
Ansicht protestantischer Teil

Die Église Saint-Pierre-le-Vieux (deutsch Alt-Sankt-Peter) ist ein Kirchenkomplex in Straßburg, der aus einer römisch-katholischen und einer evangelisch-lutherischen Kirche innerhalb der Protestantischen Kirche Augsburgischen Bekenntnisses von Elsass und Lothringen  besteht.

## Geschichte

### Ursprünge und Mittelalter
Für zahlreiche Historiker ist die Kirche die erste christliche Kathedrale von Straßburg. Urkundlich erwähnt wurde sie 1130 zum ersten Mal. Im Süden des Sakralbaus entdeckte Robert Jean Charles Will (1910–1998), langjähriger Stadtbaudirektor des Gemeindeverbandes, Mauerreste aus römischer und merowingischer Zeit.
Gebaut entlang eines der wichtigsten römischen Wege der Stadt, beherbergt der protestantische Teil – einst Schiff der ursprünglichen Kirche – noch einige mittelalterliche Wandmalereien und Grabplatten. Die Echtheit der hier aufbewahrten Reliquien des Amandus von Straßburg ist umstritten.
Die heute dominierende gotische Konstruktion im evangelischen Teil wurde im Jahr 1382 gebaut. Bemerkenswert war der flamboyante Chor im katholischen Teil aus dem Jahr 1455 von Jodokus Dotzinger (gest. 1472), der sich einen Namen als Münsterbaumeister machte.
1398 verlegte man das Kloster Honau von Rheinau hierher.

### Trennung: eine Kirche – zwei Konfessionen
Die freie Reichsstadt Straßburg spielte in der Reformation eine wichtige Rolle und brachte mehrere evangelische Vordenker wie Matthäus Zell und Martin Bucer hervor. 1529 wurden sämtliche Kirchen, darunter das Münster und Alt-Sankt-Peter, protestantisch. Nachdem Straßburg 1681 unter Ludwig XIV. französisch wurde, gewann der in Frankreich dominierende Katholizismus an Bedeutung. Man suchte bei der Nutzung der Sakralbauten einen Kompromiss: Bei Alt-Sankt-Peter bestand dieser darin, dass sich beide Konfessionen die Kirche teilen. Durch eine 1,50 m dicke Mauer trennte man den Chor (katholischer Teil) vom Langhaus (evangelischer Bereich).

### Der katholische Teil von Alt-Sankt-Peter
Die Erhöhung der Zahl der katholischen Gläubigen führte zur Konstruktion einer neuen größeren katholischen Kirche. Der damalige Stadtbaudirektor von Straßburg, Jean Geoffroy Conrath, errichtete 1867 um 90° zum Altbau gedreht eine neue Kirche im neugotischen Stil. Dabei wurde ein Großteil des mittelalterlichen Chores geopfert. Den Plan für die Gestaltung der Fassade und des neuen Turmes entwarf der Breslauer Architekt Fritz Beblo (1872–1947), der von 1910 bis 1918 den Posten des Stadtbaudirektors innehatte.
In dieser katholischen Kirche wurden Anfang des 20. Jahrhunderts kostbare Flügelaltäre aus der Spätgotik und der Frührenaissance aufgestellt, die aus abbruchreifen Kirchen des Oberelsass gerettet wurden.
Im Chor befinden sich zehn Gemälde, welche den Leidensweg Christi zum Gegenstand haben. Sie werden überwiegend dem Maler Heinrich Lützelmann zugeordnet.

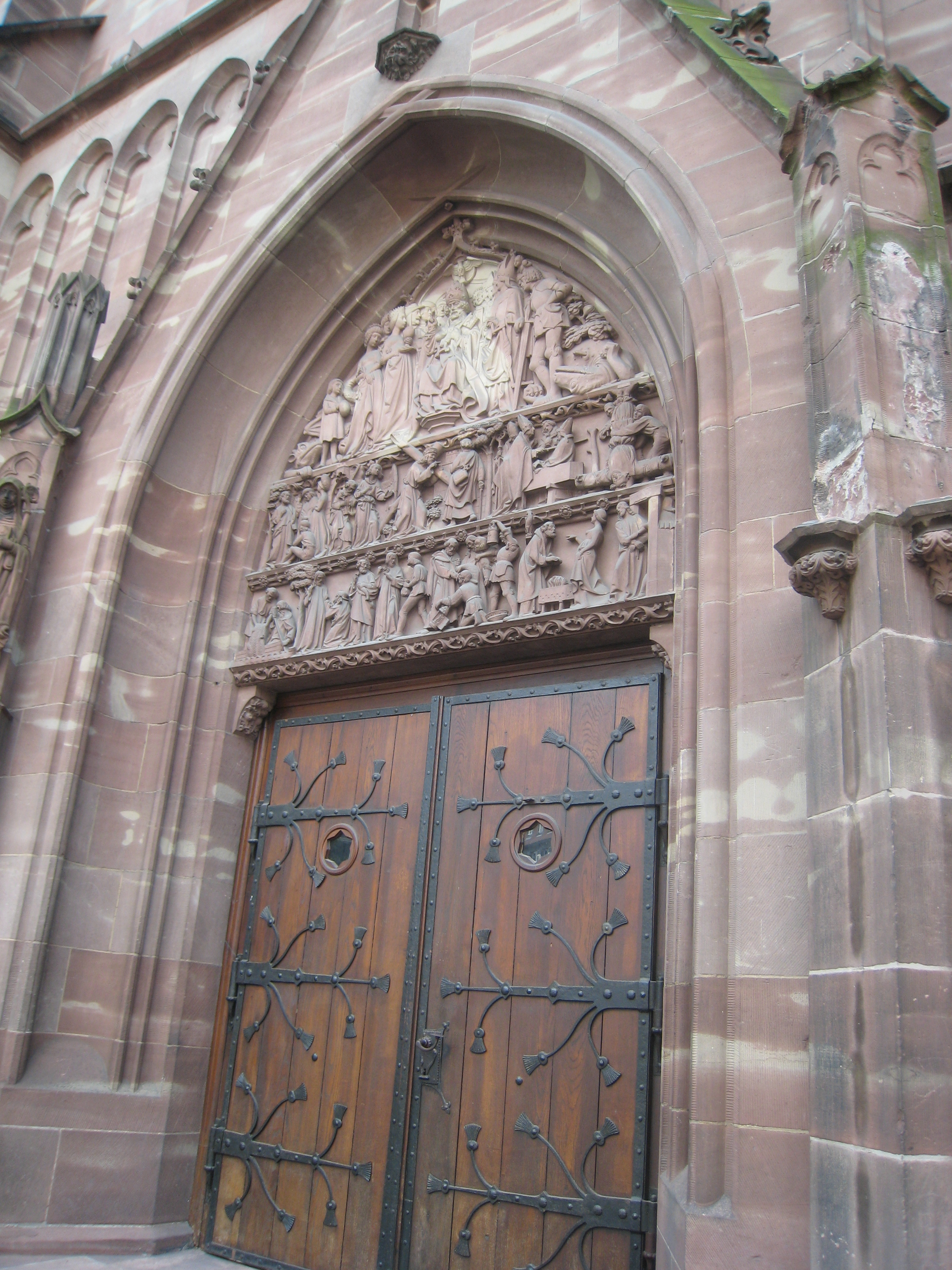
Portal
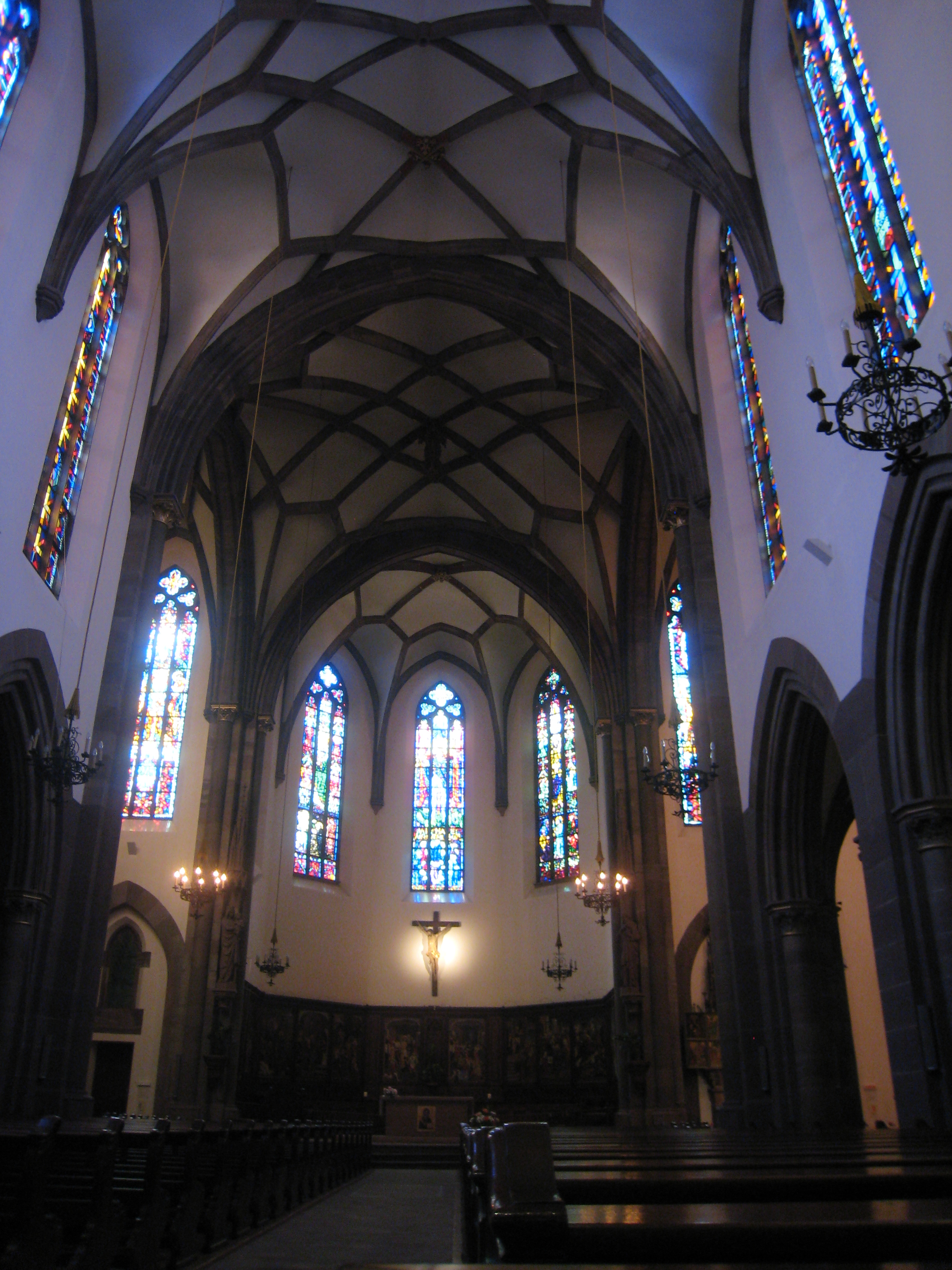
Innenansicht
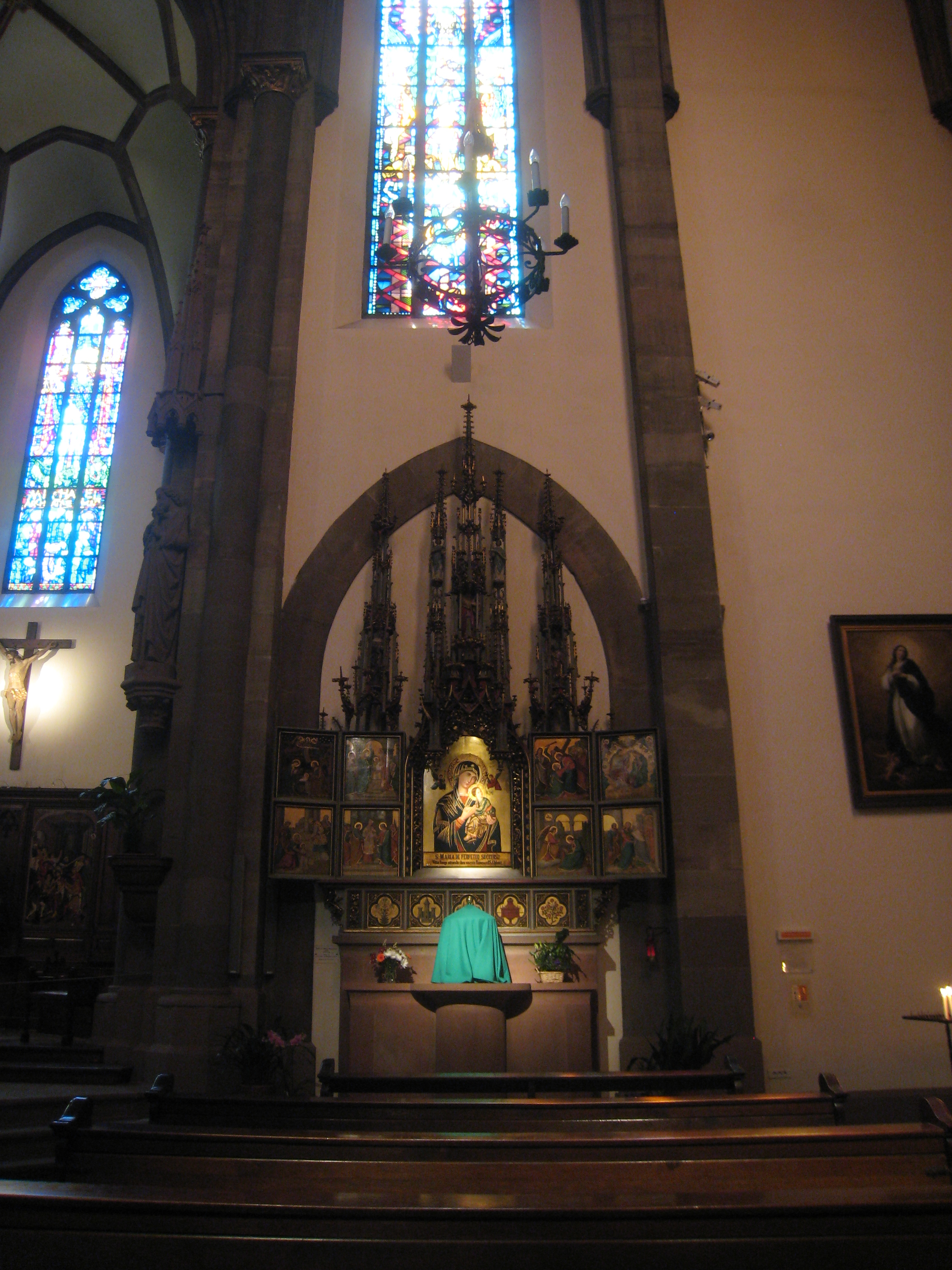
Seitenaltar
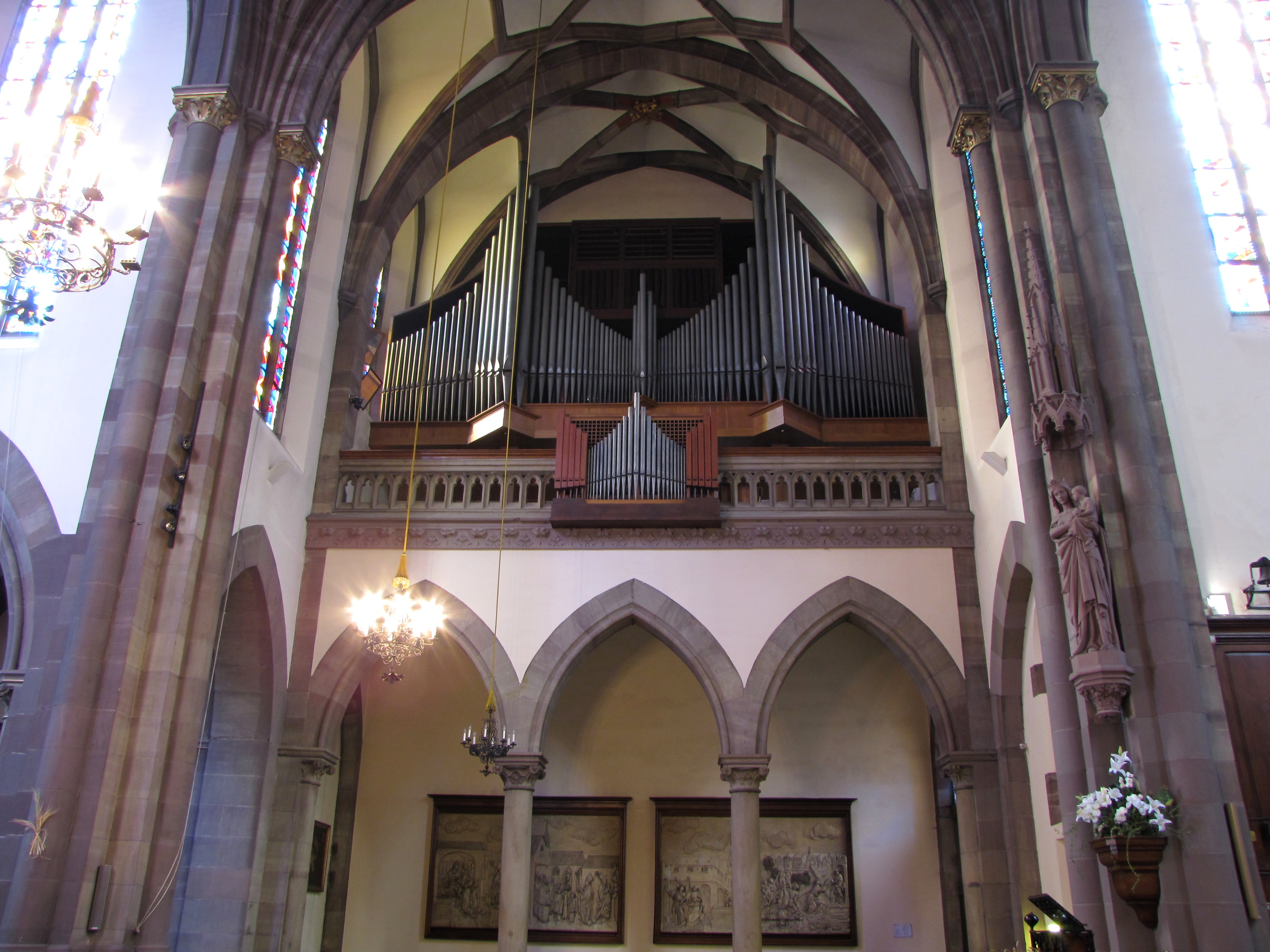
Blick auf die Orgel
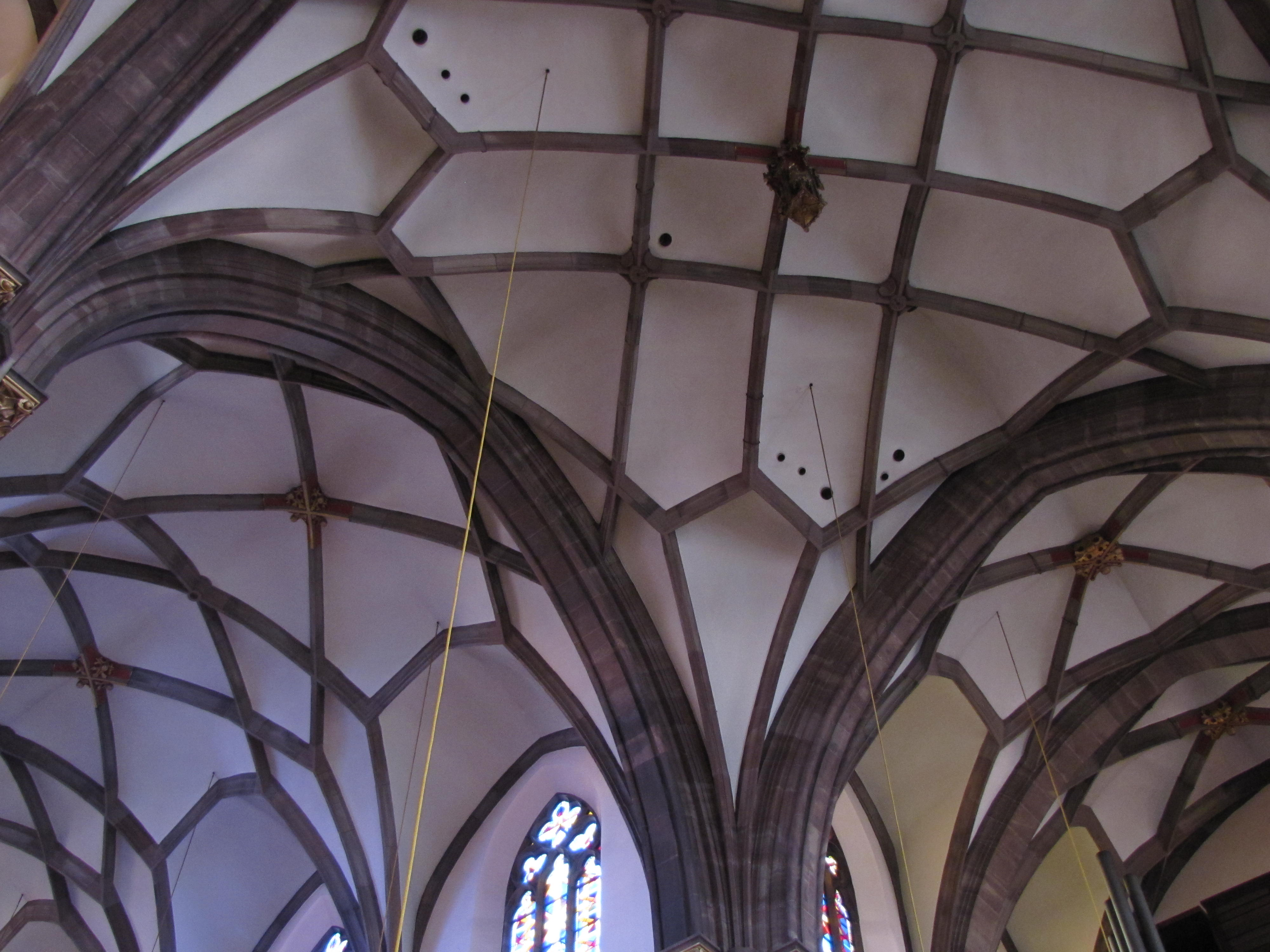
Gewölbe
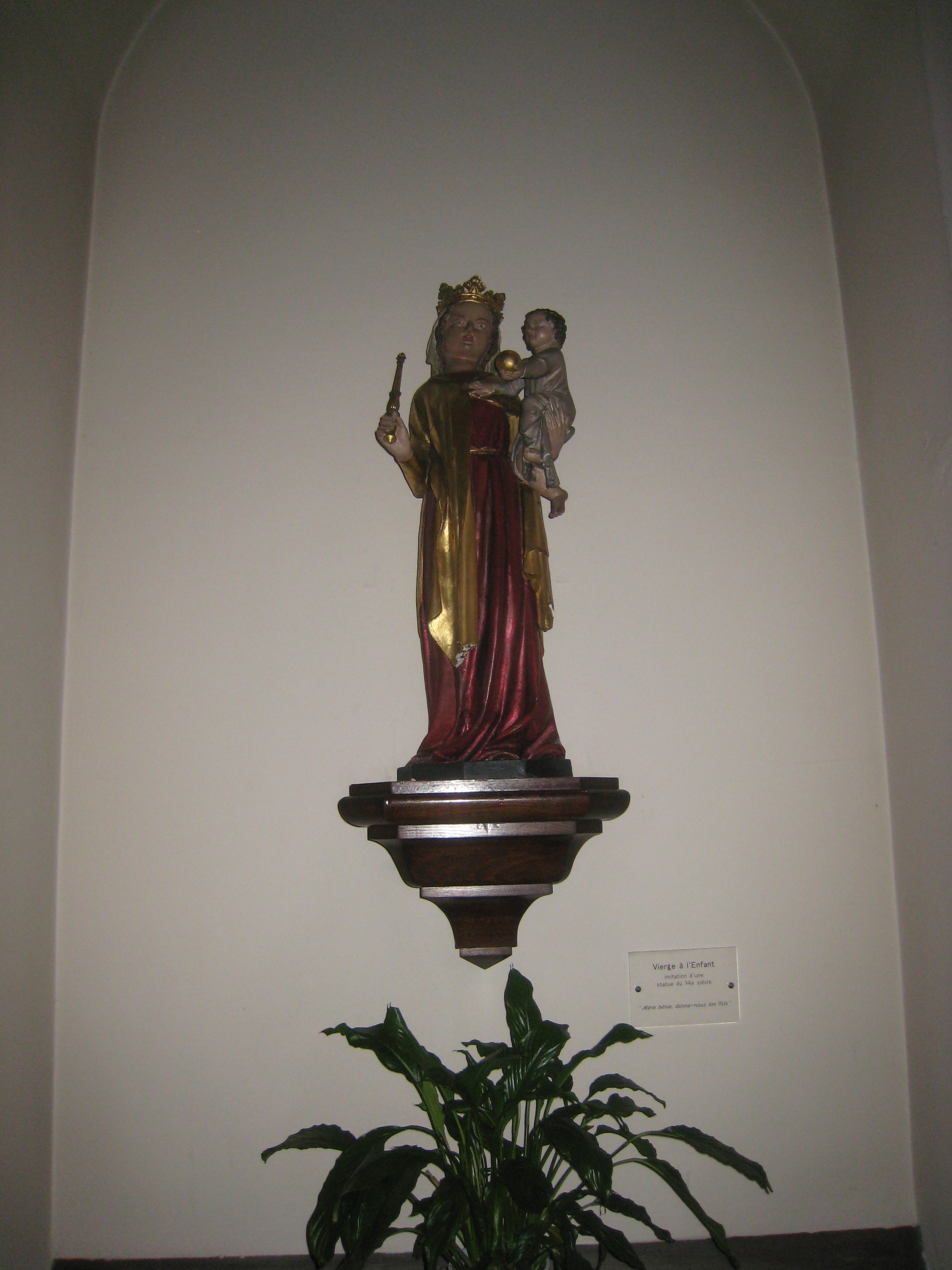
Madonnen-Statue

### Der evangelische Teil von Alt-Sankt-Peter
Der evangelische Teil wurde seit der Teilung baulich nur wenig verändert: Das Kirchenschiff und der Turm stammen aus dem 14. Jahrhundert. Bemerkenswert sind der Lettner, der um 1500 entstand, und ein Relief von 1520 von Hans Wyditz, das St. Anna darstellt.
Zur Ausstattung zählt auch die historische Orgel, die 1898 von dem Orgelbauer Eberhard Friedrich Walcker erbaut wurde. Ihr Gehäuse stammt noch von einer Orgel von Andreas Silbermann aus dem Jahr 1709. Das heutige Instrument hat 24 Register auf zwei Manualen und Pedal. Seit 2012 wird die Kirche mehr als Gemeindesaal genutzt. Gottesdienste finden nur noch bei besonderen Anlässen statt.

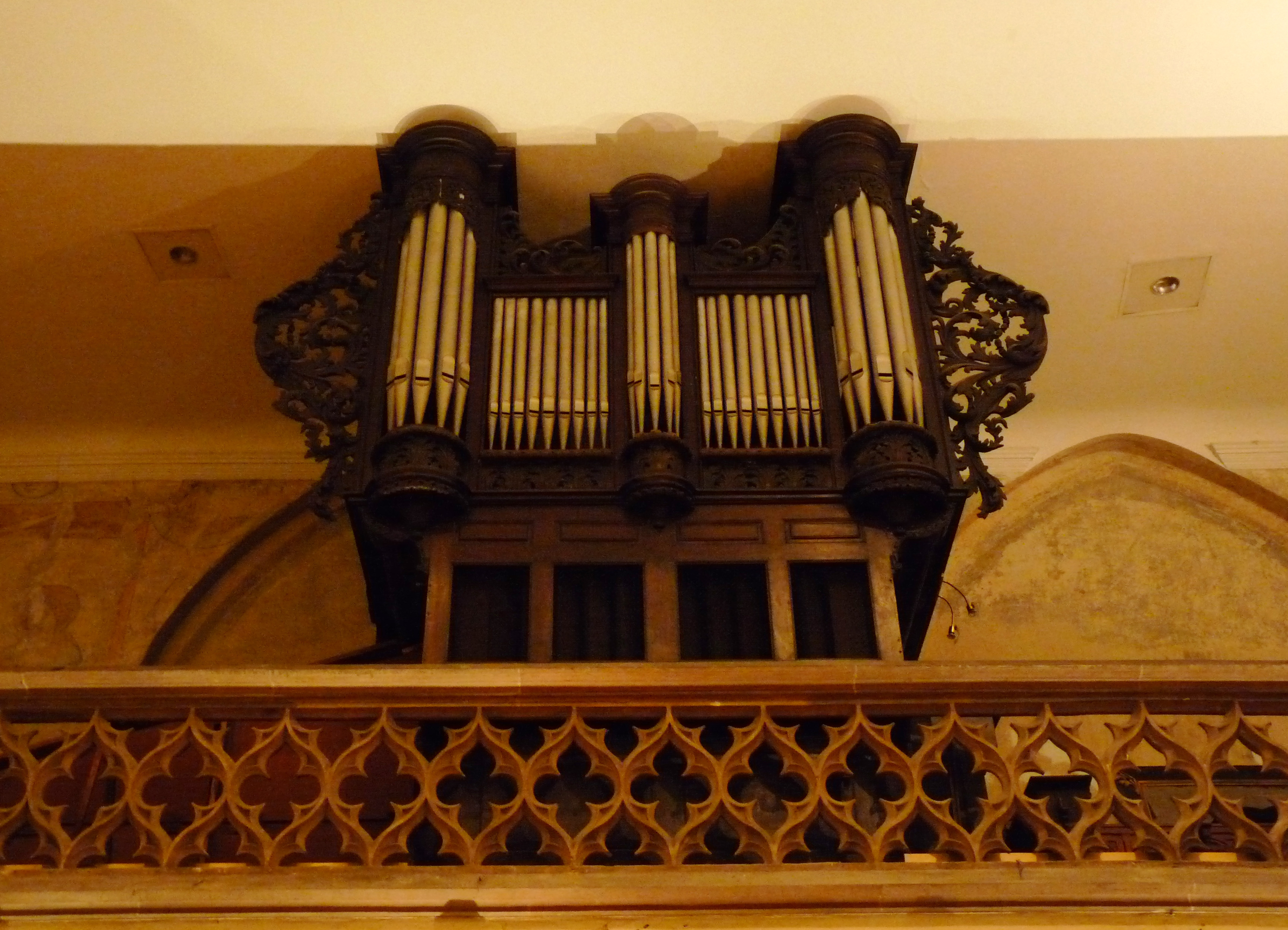
Ansicht des historischen Orgelprospekts von Andreas Silbermann (1709) mit Walcker-Orgel von 1898

| I Grand Orgue C–f3 |        |
| Bourdon            | 16′    |
| Principal          | 8′     |
| Dolce              | 8′     |
| Viole de gambe     | 8′     |
| Octave             | 4′     |
| Flûte à cheminée   | 4′     |
| Doublette          | 2′     |
| Tierce             | 1 3⁄5′ |
| Mixture IV         | 2 ⁄3′  |
| Trompette          | 8′     |

| II Récit C–f3    |       |
| Geigenprincipal  | 8′    |
| Lieblich gedeckt | 8′    |
| Quintaton        | 8′    |
| Salicional       | 8′    |
| Voix céleste     | 8′    |
| Flauto dolce     | 4′    |
| Nasard           | 2 ⁄3′ |
| Cor de nuit      | 2′    |
| Cornet III-V     |       |
| Cromorne         | 8′    |

| Pédale C–f1 |     |
| Soubasse    | 16′ |
| Violoncelle | 16′ |
| Octavebasse | 8′  |
| Prestant    | 4′  |

- Koppeln: II/I, II 4′/I, I/P, II/P

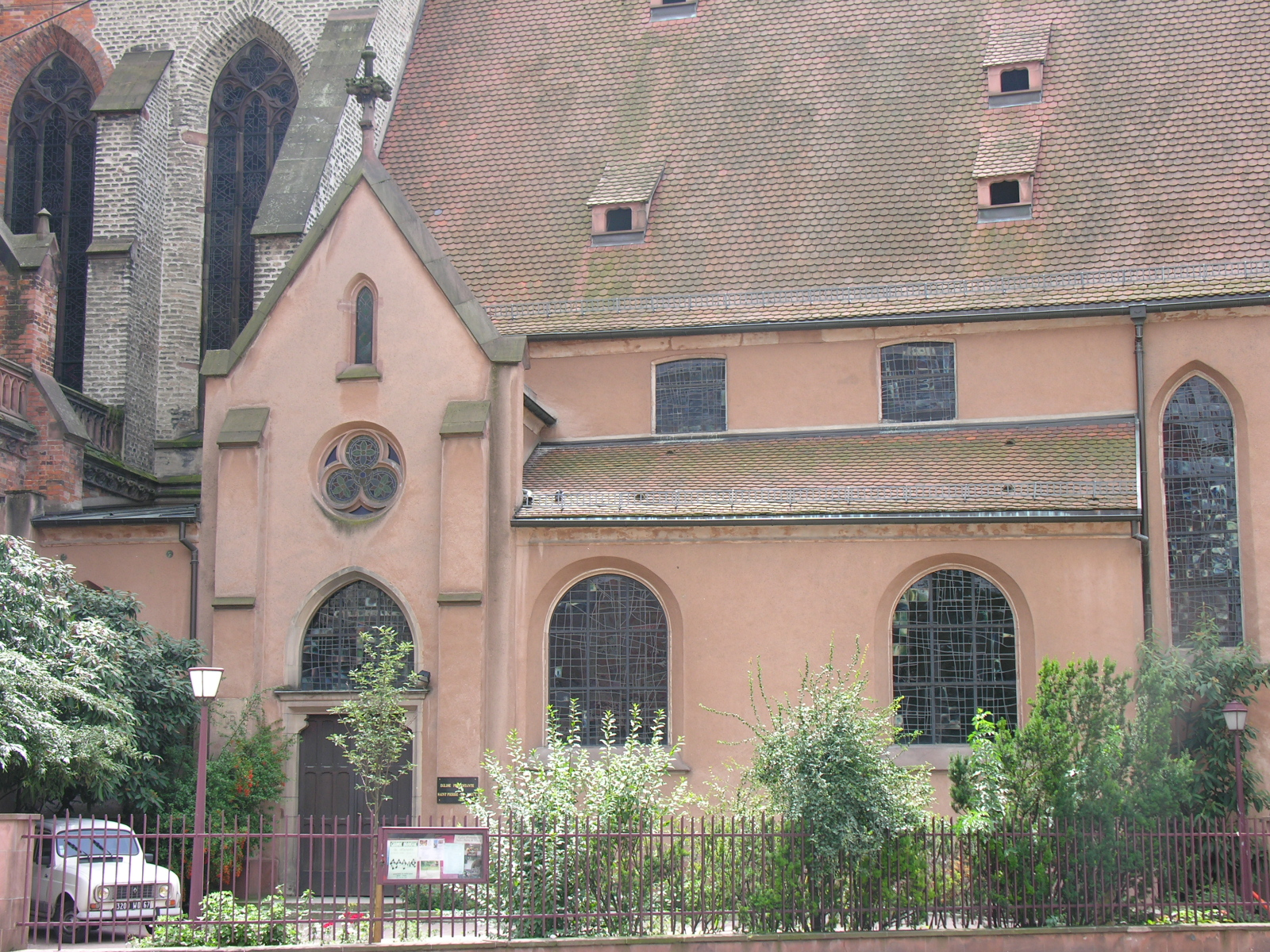
Eingangsbereich
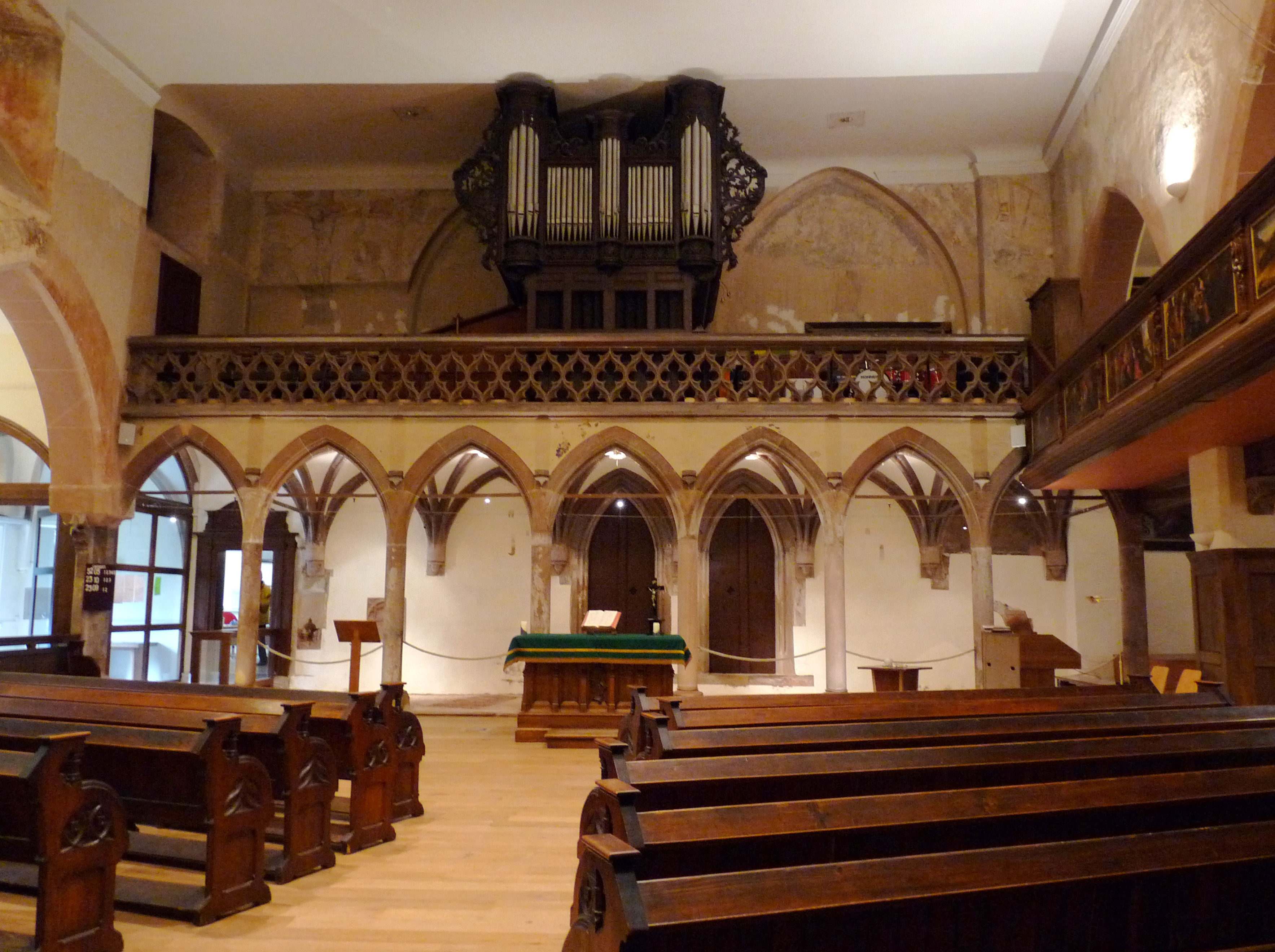
Innenansicht mit Blick auf die Orgel
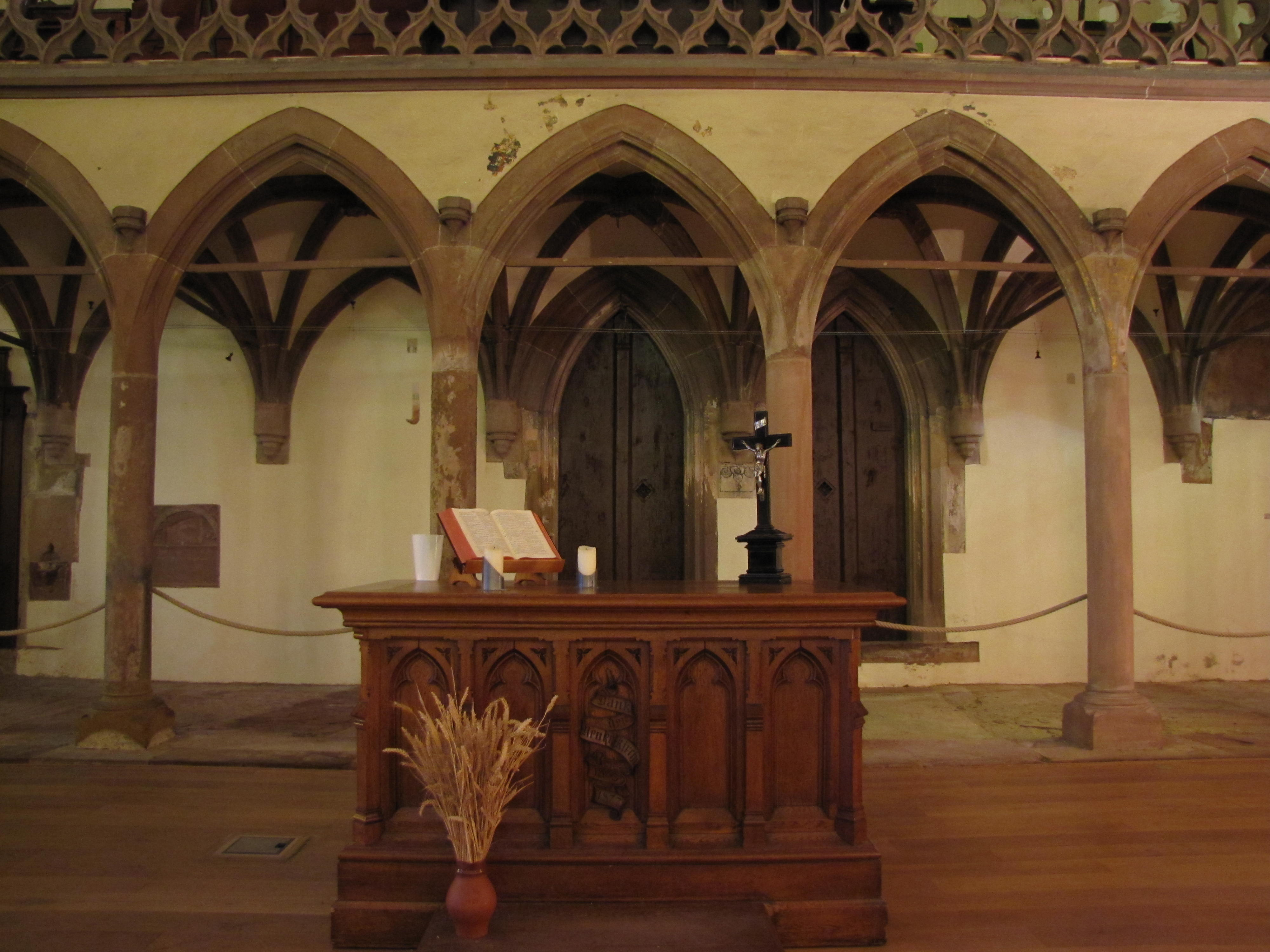
Altar
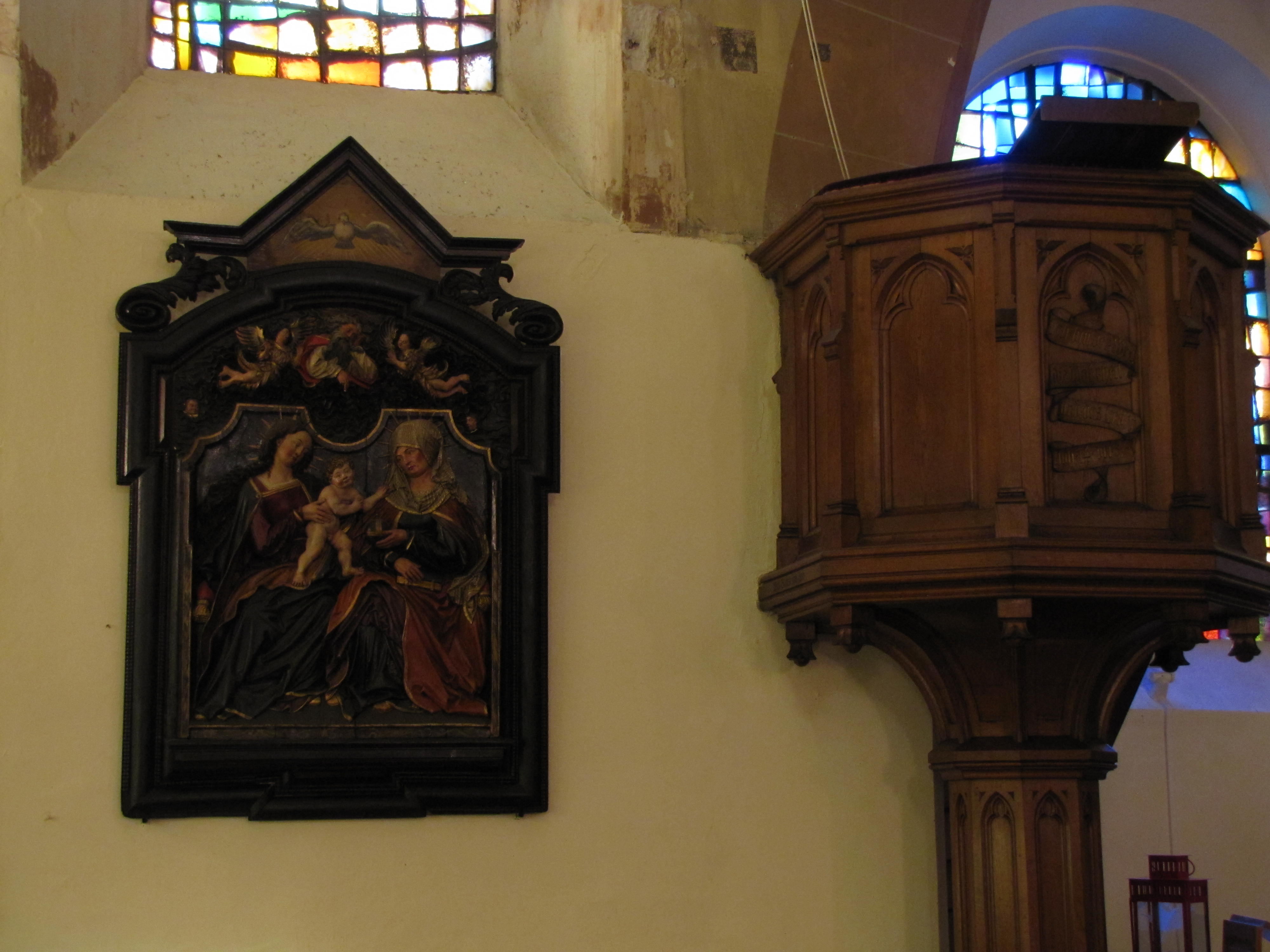
Kanzel
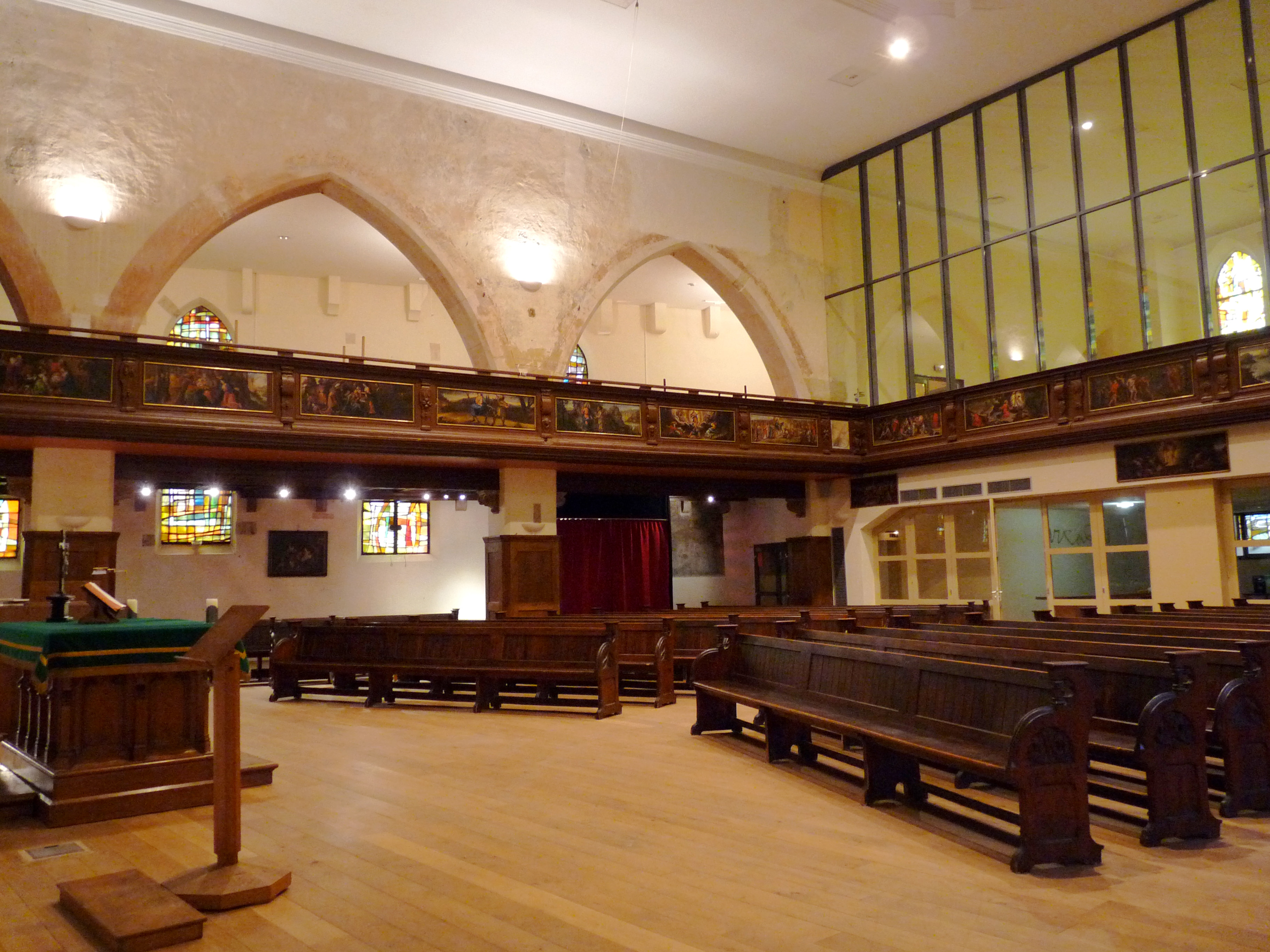
Galerie mit Gemälden
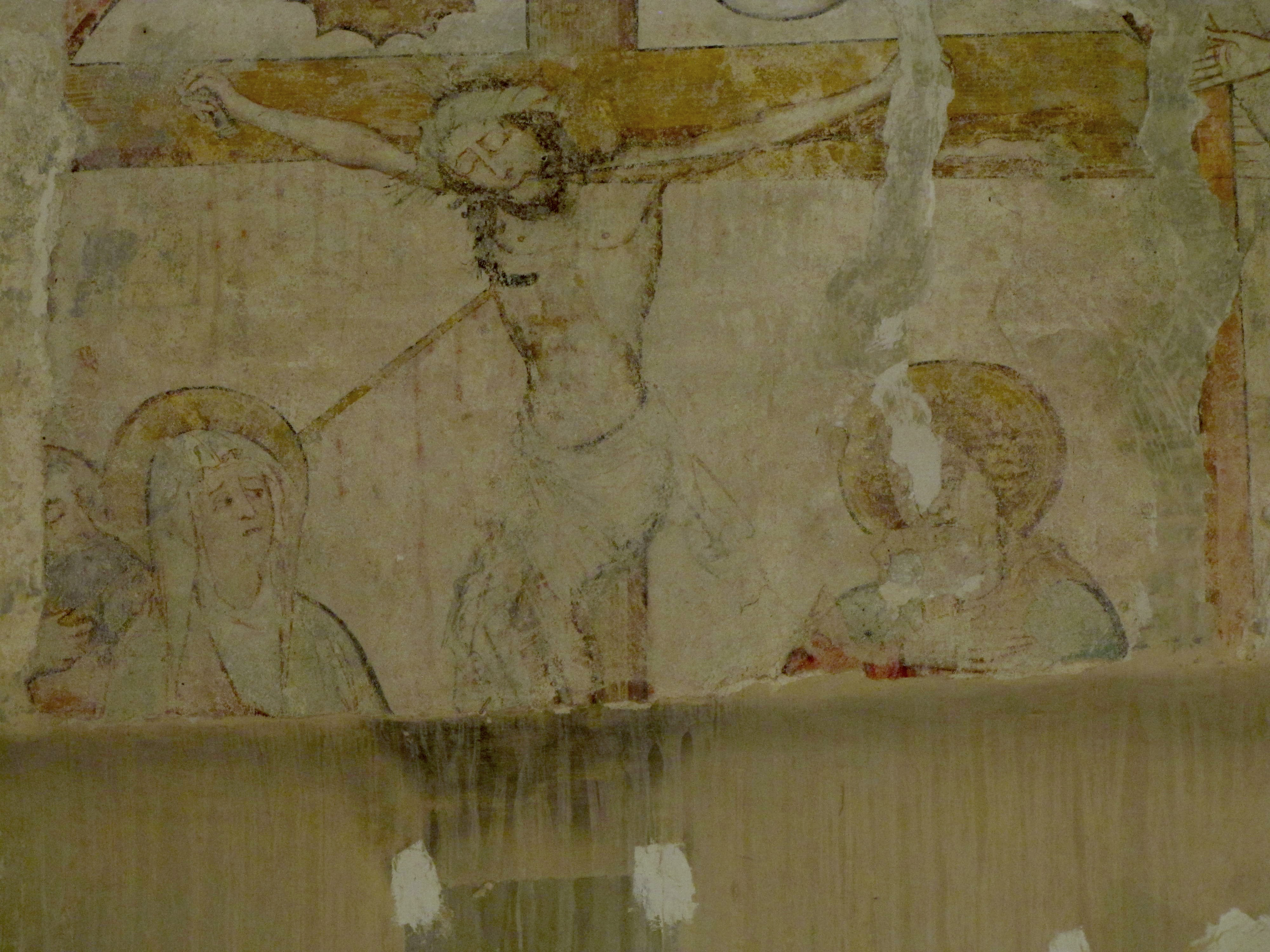
Fresko

## Ökumene
Die von zwei Konfessionen genutzte Kirche Saint-Pierre-le-Vieux ist mittlerweile längst zum Symbol der Straßburger Ökumene geworden, die sich ähnlich wie im benachbarten Kehl durch ihre Intensität auszeichnet.
2012 wurde symbolisch ein Teil der Trennmauer eingerissen, so dass nun ein Durchgang zwischen dem evangelischen und katholischen Teil des Gotteshauses besteht. Schon lange davor fanden regelmäßig ökumenische Gottesdienste statt.